# Clémentine Dufaut
Ne doit pas être confondu avec Clémentine-Hélène Dufau.
Pour les articles homonymes, voir Dufaut et Joly.
Clémentine Dufaut, née Clémentine Joly-Pottuz le 5 février 1881 à Franconville et morte le 2 février 1932 à Châtillon, est une cochère française.
Première femme reçue à l'examen théorique du diplôme professionnel en janvier 1907, elle devient le mois suivant, avec Eugénie Charnier, l'une des deux premières cochères diplômées en France.

## Biographie

### Jeunesse et famille
Clémentine Marguerite Joly-Pottuz naît en 1881 à Franconville (Seine-et-Oise) dans un milieu populaire, fille de Louis Félix Joly-Pottuz et de son épouse Clémentine Maria Yoos, tous deux brossiers. Elle est la septième d'une fratrie de huit enfants, dont quatre sont morts avant l'âge de 8 ans. 
En août 1902, alors cuisinière, elle épouse à Clichy Alfred Dufaut, qui vit comme elle rue du Bois. Installé à Paris, 20 rue Saint-Sébastien, le couple a un garçon, Roger Eugène, en 1908. En 1912, alors que la famille s'est établie à Malakoff, 3 impasse Archin, Clémentine Dufaut perd successivement son fils âgé de trois ans, puis son mari, qui meurt à l'âge de 37 ans à l'hôpital Necker,.
Elle se remarie en 1917 avec Auguste Émile Richard, chiffonnier, avec lequel elle partage déjà un logement à Paris rue Sainte-Lucie (quartier de Grenelle). Il meurt en 1927 à Villeneuve-sur-Yonne, à l'âge de 44 ans.

### Parcours
En mai 1906, l’École des cochers et des charretiers est fondée par l’Assistance aux animaux, société de bienfaisance émanant de la Société protectrice des animaux. Quatre ans après son mariage, Clémentine Dufaut, qui exerce la profession de cuisinière, postule à l'école. C'est, dit-elle, son « mari qui conduit le 11 902 du dépôt de Vaugirard qui [lui] a appris depuis longtemps le métier ». Dès l'annonce de candidatures féminines, la presse s'empare du sujet, « moins par un souci féministe d’encourager une “pionnière” que par une logique de concurrence dans la production de l’information ». Elle n'est pas encore diplômée que des journalistes la photographient déjà en tenue de cochère et l'interviewent. De nombreuses plaisanteries et caricatures fleurissent dans les journaux, et dans la rue on ironise, au sujet de ces quelques femmes qui prétendent embrasser une profession jusque-là réservée aux hommes.  
Le diplôme, décerné à la préfecture de police par un jury masculin, comporte deux parties. Les épreuves théoriques attestent que les candidates possèdent les connaissances suffisantes en matière de soin des chevaux ou d'itinéraires de déplacement dans la capitale. Clémentine Dufaut est la première à être reçue à cet examen. La partie pratique comprend des manœuvres techniques des voitures, dont le remisage que Clémentine Dufaut rate une première fois en janvier 1907. Mais elle réussit le mois suivant, tout comme Eugénie Charnier (1882-1966). Désormais titulaires de la licence, les deux femmes débutent au sein du dépôt de fiacres des frères Rabier rue Amelot. En uniforme à boutons dorés, Clémentine Dufaut conduit une victoria immatriculée 9483, attelée à un cheval bai nommé Loulou, capitonnée de velours vert et dotée d'une lanterne bleue. Elle se prête volontiers à sa propre médiatisation auprès de la presse, quitte à mettre en scène avec son mari de faux problèmes de couple pour alimenter les rubriques.   
Pendant quelques mois, les débuts des premières cochères suscitent à la fois curiosité, moqueries, mais aussi compliments. Leurs photographies sont diffusées en cartes postales, de nombreux spectacles et chansons les évoquent, souvent de façon parodique. Mais l’engouement public retombe vite. Clémentine Dufaut, enceinte, cesse son activité, et elle est ainsi dite « ménagère » en février 1908 à la naissance de son fils. Si, comme de nombreux employés, les Dufaut ont aspiré à ouvrir leur propre compagnie, leur ambition ne s'est pas réalisée et Clémentine Dufaut ne semble pas avoir repris son activité de cochère par la suite : elle est redevenue cuisinière lorsque son enfant et son mari, toujours cocher, meurent en 1912. Remariée en 1917, elle s'est précarisée et vit désormais dans le milieu des chiffonniers, chiffonnière elle-même.   
Dix ans plus tard, Clémentine Dufaut réside à Bagneux quand son second mari meurt, et elle y demeure toujours lorsqu'elle décède, veuve et sans profession, en 1932 à Châtillon, trois jours avant son 51e anniversaire.